# Touring the Angel
A Touring the Angel a Depeche Mode brit szintipop együttes 11., Playing the Angel című albumát népszerűsítő koncertsorozata volt 2005/06-ban.

## Részletek
A turnét 2005 júniusában jelentették be Düsseldorfban, amely két New York-i és egy jacksonville-i főpróbát követően el is startolt 2005 november 3-án a floridai Tampában. Eredetileg FT. Lauderdale-ben indult volna egy nappal korábban, de a turnényitó végül hurrikánveszély miatt elmaradt. 2005 karácsonyán egy különleges, (részben) akusztikus koncertet adtak a KROQ Almost Acousic Chrismas részeként. Az észak-amerikai szakasz után, 2006-ra fordulva egy európai turné következett, majd még egy amerikai szakasz indult április 27-i kezdéssel San Franciscóban. A 3. szakasz majd az azt követő 4. európai turné minden koncertjét (3 kivétellel) rögzítette a londoni székhelyű Live Here Now cég, amely egykor digitálisan és CD formátumban is megvásárolható volt a Depeche Mode hivatalos oldalán.
A 2006. február 18.-ai és 19.-ei koncerten, Milánóban vették fel a turné hivatalos koncertfilmjét Blue Leach rendezéséban, amely a "Touring the Angel - Live in Milan" címet kapta.
2006. május 10-én Kansas Cityben, miután Martin Gore leadta a szokásos (2 számos) akusztikus blokkját, felcsendültek az In Your Room hangjai, majd azzal a lendülettel le is álltak, mivel Dave Gahan rosszul lett és elhagyta a színpadot. Martin elénekelte a Leave in Silence-et, majd Andy bejelentette, hogy a koncert folytatódni fog, mivel Dave-vel minden rendben van. Martin elénekelt még 3 számot, de Dave nem tudott visszatérni, így a koncertet félbe kellett szakítani. A Live Here Now ezt a koncertet is rögzítette, de végül (Kristiansand és Benicàssim mellett) nem került kiadásra. Miutóbb kiderült Dave gégegyulladást szenvedett, ami miatt a következő, Chicagoi koncertet is törölni kellett.
A 4. szakasz (egyetlen dublini kivétellel) végig szabadtéren zajlott. A turné végül augusztus 3-án ért volna véget Tel-Avivban, de ez a koncert a második libanoni háború miatt elmaradt, így végül augusztus 1-jén ért véget Athénban. A turnéprogramból végül összessen 5 estét kellett kihúzni.
A színpadkép a megszokottnál ezúttal sokkal komplexebb volt, a szintetizátorok például UFO-szerű emelvényekre kerültek fel. A turné legfőbb jellegzetessége egy különleges szürke gömb, amely a színpad felett lógott végig.
2006 augusztusáig összessen 124 koncertet adtak le, amivel a Touring the Angel a Depeche Mode addigi történetének leghosszabb turnéja lett. Ezt a rekordot 2018-ig tudta tartani, amikor a Global Spirit Tour előzte meg 130 koncerttel.

## A koncertek dallistája
A turné első felében (2006 ápr. 3-ig)
1. "I Want It All" (intro)
2. "A Pain That I'm Used To"
3. "John the Revelator"
4. "A Question of Time"
5. "Policy of Truth"
6. "Precious"
7. "Walking in My Shoes"
8. "Suffer Well"
9. (*)
  - "Damaged People"
  - "Macro"
10. Home (*)
11. "I Want It All"
12. "The Sinner in Me"
13. "I Feel You"
14. "Behind the Wheel"
15. "World in My Eyes"
16. "Personal Jesus"
17. "Enjoy the Silence"
1. ráadás
18. (*)
  - "Somebody"
  - "A Question of Lust"
  - "Shake the Disease"
  - "Leave in Silence"
19. "Just Can't Get Enough"
20. "Everything Counts"
2. ráadás
21. "Never Let Me Down Again"
22. "Goodnight Lovers"

Megjegyzések:
- A (*) a Martin Gore által énekelt számokat jelenti.
- Egy alkalommal, 2006. február 23-án Párizsban a Leave in Silence a 9. helyen szerepelt.
- A különleges KROQ előadás dallistája itt érhető el.

A turné második felében (2006. ápr. 26-tól)
1. "I Want It All" (intro)
2. "A Pain That I'm Used To"
3. "A Question of Time"
4. "Suffer Well"
5. "Precious"
6. "Walking in My Shoes"
7. "Stripped"
8. "Home" (*)
9. (*)
  - "Blue Dress"
  - "Judas"
  - "It Doesn't Matter Two"
10. "In Your Room"
  - "Nothing's Impossible"
  - "The Sinner in Me"
11. "John the Revelator"
12. "I Feel You"
13. "Behind the Wheel"
14. "World in My Eyes"
15. "Personal Jesus"
16. "Enjoy the Silence"
Ráadás
17. (*)
  1. "Shake the Disease"
  2. "Leave in Silence"
  3. "It Doesn't Matter Two"
  4. "Somebody"
18. .
  - "Just Can't Get Enough"
  - "Photographic"
19. "Never Let Me Down Again"

Megjegyzések:
- A (*) a Martin Gore által énekelt számokat jelöli
- Egy alkalommal, 2006. június 4-én Nürburgban a "Judas" a ráadásban szerepelt, a 18. helyen

## A turné állomásai
| Dátum                      | Város                      | Ország                     | Helyszín                                                    | koncertfelvétel            |
| 1. szakasz - Észak Amerika | 1. szakasz - Észak Amerika | 1. szakasz - Észak Amerika | 1. szakasz - Észak Amerika                                  | 1. szakasz - Észak Amerika |
| -------------------------- | -------------------------- | -------------------------- | ----------------------------------------------------------- | -------------------------- |
| 3 November 2005            | Tampa                      | USA                        | St. Pete Times Forum                                        | AUD                        |
| 5 November 2005            | Atlanta                    | USA                        | Arena at Gwinnett Center                                    | IEM, AUD                   |
| 7 November 2005            | Houston                    | USA                        | Toyota Center                                               | AUD                        |
| 8 November 2005            | Dallas                     | USA                        | American Airlines Center                                    | AUD                        |
| 9 November 2005            | San Antonio                | USA                        | SBC Center                                                  | AUD                        |
| 11 November 2005           | Denver                     | USA                        | Magness Arena                                               | AUD                        |
| 12 November 2005           | West Valley City           | USA                        | The E Center                                                | AUD                        |
| 15 November 2005           | Vancouver                  | Kanada                     | General Motors Place                                        | AUD                        |
| 16 November 2005           | Seattle                    | USA                        | KeyArena                                                    | AUD                        |
| 18 November 2005           | San Jose                   | USA                        | HP Pavilion                                                 | IEM, AUD                   |
| 19 November 2005           | San Diego                  | USA                        | iPayOne Center                                              | AUD                        |
| 21 November 2005           | Los Angeles                | USA                        | Staples Center                                              | AUD                        |
| 22 November 2005           | Los Angeles                | USA                        | Staples Center                                              | IEM, AUD                   |
| 23 November 2005           | Anaheim                    | USA                        | Arrowhead Pond                                              | AUD                        |
| 25 November 2005           | Phoenix                    | USA                        | Glendale Arena                                              | IEM, AUD                   |
| 26 November 2005           | Las Vegas                  | USA                        | The Joint                                                   | AUD                        |
| 29 November 2005           | Chicago                    | USA                        | Allstate Arena                                              | AUD                        |
| 30 November 2005           | Detroit                    | USA                        | The Palace of Auburn Hills                                  | nincs                      |
| 1 December 2005            | Toronto                    | Kanada                     | Air Canada Centre                                           | AUD                        |
| 3 December 2005            | Atlantic City              | USA                        | Borgata Event Center                                        | AUD                        |
| 4 December 2005            | Montreal                   | Kanada                     | Centre Bell                                                 | AUD                        |
| 7 December 2005            | New York City              | USA                        | Madison Square Garden                                       | IEM, AUD                   |
| 8 December 2005            | New York City              | USA                        | Madison Square Garden                                       | IEM, AUD                   |
| 9 December 2005            | Washington                 | USA                        | Patriot Center                                              | SBD**                      |
| 11 December 2005           | Universal City             | USA                        | Gibson Amphitheatre (KROQ Almost Acoustic Christmas)        | SBD, AUD                   |
| 2. szakasz - Európa        |                            |                            |                                                             |                            |
| 13 Január 2006             | Drezda                     | Németország                | Messehalle                                                  | AUD                        |
| 15 Január 2006             | Hamburg                    | Németország                | Color Line Arena                                            | AUD                        |
| 16 Január 2006             | Hamburg                    | Németország                | Color Line Arena                                            | AUD                        |
| 18 Január 2006             | Berlin                     | Németország                | Velodrom                                                    | AUD                        |
| 20 Január 2006             | Düsseldorf                 | Németország                | LTU Arena                                                   | AUD                        |
| 21 Január 2006             | Düsseldorf                 | Németország                | LTU Arena                                                   | IEM, AUD                   |
| 23 Január 2006             | Prága                      | Csehország                 | Sazka Arena                                                 | AUD                        |
| 24 Január 2006             | Erfurt                     | Németország                | Messehalle                                                  | AUD                        |
| 26 Január 2006             | Frankfurt                  | Németország                | Festhalle Frankfurt                                         | AUD                        |
| 29 Január 2006             | Antwerpen                  | Belgium                    | Sportpaleis                                                 | AUD                        |
| 31 Január 2006             | Genf                       | Svájc                      | SEG Geneva Arena                                            | AUD                        |
| 1 Február 2006             | Marseille                  | Franciaország              | Le Dôme de Marseille                                        | AUD                        |
| 3 Február 2006             | Toulouse                   | Franciaország              | Le Zénith                                                   | nincs                      |
| 4 Február 2006             | Lyon                       | Franciaország              | Halle Tony Garnier                                          | AUD                        |
| 6 Február 2006             | Madrid                     | Spanyolország              | Palacio de Deportes                                         | AUD                        |
| 7 Február 2006             | Madrid                     | Spanyolország              | Palacio de Deportes                                         | AUD                        |
| 8 Február 2006             | Liszabon                   | Portugália                 | Pavilhão Atlântico                                          | AUD                        |
| 10 Február 2006            | Barcelona                  | Spanyolország              | Palau Sant Jordi                                            | AUD                        |
| 11 Február 2006            | Barcelona                  | Spanyolország              | Palau Sant Jordi                                            | AUD                        |
| 14 Február 2006            | München                    | Németország                | Olympiahalle                                                | AUD                        |
| 15 Február 2006            | München                    | Németország                | Olympiahalle                                                | AUD                        |
| 16 Február 2006            | Bécs                       | Ausztria                   | Wiener Stadthalle                                           | AUD                        |
| 18 Február 2006            | Milánó                     | Olaszország                | Fila Forum                                                  | CF                         |
| 19 Február 2006            | Milánó                     | Olaszország                | Fila Forum                                                  | CF, AUD                    |
| 21 Február 2006            | Párizs                     | Franciaország              | Palais Omnisports Bercy                                     | AUD                        |
| 22 Február 2006            | Párizs                     | Franciaország              | Palais Omnisports Bercy                                     | nincs                      |
| 23 Február 2006            | Párizs                     | Franciaország              | Palais Omnisports Bercy                                     | AUD                        |
| 25 Február 2006            | Koppenhága                 | Dánia                      | Parken Stadium                                              | AUD                        |
| 26 Február 2006            | Göteborg                   | Svédország                 | Scandinavium                                                | AUD                        |
| 28 Február 2006            | Oslo                       | Norvégia                   | Oslo Spektrum                                               | AUD                        |
| 1 Március 2006             | Stockholm                  | Svédország                 | Globe Arena                                                 | AUD                        |
| 3 Március 2006             | Szentpétervár              | Oroszország                | CKK Arena                                                   | AUD                        |
| 4 Március 2006             | Moszkva                    | Oroszország                | Luzhniki Palace of Sports                                   | AUD                        |
| 6 Március 2006             | Helsinki                   | Finnország                 | Hartwall Arena                                              | nincs                      |
| 9 Március 2006             | Stuttgart                  | Németország                | Hanns-Martin-Schleyer-Halle                                 | AUD                        |
| 10 Március 2006            | Friedrichshafen            | Németország                | Messehalle                                                  | nincs                      |
| 11 Március 2006            | Mannheim                   | Németország                | SAP Arena                                                   | AUD                        |
| 13 Március 2006            | Graz                       | Ausztria                   | Messehalle                                                  | nincs                      |
| 14 Március 2006            | Katowice                   | Lengyelország              | Spodek                                                      | AUD                        |
| 16 Március 2006            | Tallinn                    | Észtország                 | Saku Suurhall Arena                                         | AUD                        |
| 17 Március 2006            | Riga                       | Lettország                 | Arena Riga                                                  | AUD                        |
| 18 Március 2006            | Vilnius                    | Litvánia                   | Siemens Arena                                               | AUD                        |
| 21 Március 2006            | Budapest                   | Magyarország               | Papp László Sportaréna                                      | AUD, SBD*                  |
| 22 Március 2006            | Zagreb                     | Horvátország               | Dom Sportova                                                | AUD                        |
| 24 Március 2006            | Amnéville                  | Franciaország              | Le Galaxie                                                  | AUD                        |
| 25 Március 2006            | Douai                      | Franciaország              | Gayant Expo                                                 | AUD                        |
| 26 Március 2006            | Rotterdam                  | Hollandia                  | Rotterdam Ahoy                                              | AUD                        |
| 28 Március 2006            | Zürich                     | Svájc                      | Hallenstadion                                               | AUD                        |
| 30 Március 2006            | Manchester                 | Anglia                     | Manchester Evening News Arena                               | AUD                        |
| 31 Március 2006            | Birmingham                 | Anglia                     | National Exhibition Centre                                  | AUD                        |
| 2 Április 2006             | London                     | Anglia                     | Wembley Arena                                               | AUD, LHN**                 |
| 3 Április 2006             | London                     | Anglia                     | Wembley Arena                                               | AUD, LHN**                 |
| 3. szakasz - Észak Amerika |                            |                            |                                                             |                            |
| 27 Április 2006            | Mountain View              | USA                        | Shoreline Amphitheatre                                      | LHN, AUD                   |
| 29 Április 2006            | Indio                      | USA                        | Empire Polo Club (Coachella Valley Music and Arts Festival) | LHN, SBD*                  |
| 30 Április 2006            | Las Vegas                  | USA                        | Theatre Under The Stars                                     | LHN                        |
| 4 Május 2006               | Mexico City                | Mexikó                     | Foro Sol                                                    | LHN                        |
| 5 Május 2006               | Mexico City                | Mexikó                     | Foro Sol                                                    | LHN                        |
| 7 Május 2006               | Monterrey                  | Mexikó                     | Monterrey Arena                                             | LHN                        |
| 10 Május 2006              | Kansas City                | USA                        | Starlight Theatre                                           | AUD*, LHN**                |
| 13 Május 2006              | Wantagh                    | USA                        | Jones Beach Amphitheater                                    | LHN                        |
| 14 Május 2006              | Holmdel                    | USA                        | PNC Bank Arts Center                                        | LHN, AUD                   |
| 17 Május 2006              | Montreal                   | Kanada                     | Centre Bell                                                 | LHN                        |
| 18 Május 2006              | Toronto                    | Kanada                     | Air Canada Centre                                           | LHN                        |
| 20 Május 2006              | Atlantic City              | USA                        | Borgata Event Center                                        | LHN                        |
| 21 Május 2006              | Washington                 | USA                        | Nissan Pavilion                                             | LHN                        |
| 4. szakasz - Európa        |                            |                            |                                                             |                            |
| 2 Június 2006              | Nürnberg                   | Németország                | Luitpoldarena (Rock im Park)                                | LHN                        |
| 4 Június 2006              | Nürburg                    | Németország                | Nürburgring (Rock am Ring)                                  | LHN, SBD                   |
| 5 Június 2006              | Bréma                      | Németország                | Weserstadion                                                | LHN                        |
| 7 Június 2006              | Aarhus                     | Dánia                      | NRGi Park                                                   | LHN                        |
| 9 Június 2006              | Varsó                      | Lengyelország              | Stadion Legii                                               | LHN                        |
| 11 Június 2006             | Pozsony                    | Szlovákia                  | Inter Štadión                                               | LHN, AUD                   |
| 12 Június 2006             | Budapest                   | Magyarország               | Puskás Ferenc Stadion                                       | LHN                        |
| 14 Június 2006             | Ljubljana                  | Szlovénia                  | Bežigrad Stadium                                            | LHN                        |
| 16 Június 2006             | Imola                      | Olaszország                | Autodromo Enzo e Dino Ferrari (Heineken Jammin' Festival)   | LHN                        |
| 17 Június 2006             | Interlaken                 | Svájc                      | Greenfield Festival                                         | LHN                        |
| 21 Június 2006             | Szófia                     | Bulgária                   | Lokomotiv Stadium                                           | LHN                        |
| 23 Június 2006             | Bukarest                   | Románia                    | Stadionul Național                                          | LHN                        |
| 25 Június 2006             | London                     | Anglia                     | Hyde Park (O2 Wireless Festival)                            | LHN, SBD*                  |
| 26 Június 2006             | Dublin                     | Írország                   | Point Theatre                                               | LHN                        |
| 28 Június 2006             | Berlin                     | Németország                | Waldbühne                                                   | LHN                        |
| 29 Június 2006             | Arras                      | Franciaország              | Grand-Place d'Arras (Main Square Festival)                  | LHN                        |
| 1 Július 2006              | Belfort                    | Franciaország              | Site Naturel du Malsaucy (Eurockéennes)                     | LHN, AUD                   |
| 2 Július 2006              | Werchter                   | Belgium                    | Festivalpark (Rock Werchter)                                | LHN                        |
| 6 Július 2006              | Kristiansand               | Norvégia                   | Quart Festival                                              | AUD                        |
| 7 Július 2006              | Stockholm                  | Svédország                 | Stockholm Olympic Stadium                                   | LHN                        |
| 10 Július 2006             | Locarno                    | Svájc                      | Piazza Grande (Moon and Stars)                              | LHN                        |
| 12 Július 2006             | Berlin                     | Németország                | Waldbühne                                                   | LHN, IEM/AUD               |
| 13 Július 2006             | Berlin                     | Németország                | Waldbühne                                                   | LHN                        |
| 15 Július 2006             | Lipcse                     | Németország                | Festwiese                                                   | LHN                        |
| 17 Július 2006             | Róma                       | Olaszország                | Stadio Olimpico                                             | LHN                        |
| 19 Július 2006             | Nyon                       | Svájc                      | Paléo Festival                                              | LHN                        |
| 20 Július 2006             | Nîmes                      | Franciaország              | Arena of Nîmes                                              | LHN                        |
| 22 Július 2006             | San Sebastián              | Spanyolország              | Anoeta Stadium                                              | LHN                        |
| 23 Július 2006             | Benicàssim                 | Spanyolország              | Festival Internacional de Benicàssim                        | AUD                        |
| 25 Július 2006             | Torrevieja                 | Spanyolország              | Parque Antonio Soria                                        | LHN                        |
| 26 Július 2006             | Granada                    | Spanyolország              | Plaza de Toros                                              | LHN                        |
| 30 Július 2006             | Isztanbul                  | Törökország                | Turkcell Kuruçeşme Arena                                    | LHN                        |
| 1 Augusztus 2006           | Athén                      | Görögország                | Terra Vibe Park                                             | LHN                        |

A felvételek oszlopban használt rövidítések:
- AUD - audience
- SBD - soundboard
- IEM - in ear monitor
- LHN - Live Here Now
- CF - concert film
- * - részleges
- ** - kiadatlan

## A Depeche Mode 2005/06-ban
- Dave Gahan
- Martin Gore
- Andrew Fletcher

Továbbá (állandó) vendégzenészként:
- Christian Eigner
- Peter Gordeno